# More of Roy Orbison's Greatest Hits
More of Roy Orbison's Greatest Hits è un album di raccolta del cantante statunitense Roy Orbison, pubblicato nel 1964.

## Tracce
- Side 1

1. It's Over – 2:47 (Roy Orbison, Bill Dees)
2. Blue Bayou – 2:29 (Roy Orbison, Joe Melson)
3. Indian Wedding – 2:59 (Roy Orbison)
4. Falling – 2:22 (Roy Orbison)
5. Working for the Man – 2:25 (Orbison)
6. Pretty Paper – 2:41 (Willie Nelson)

- Side 2

1. Mean Woman Blues – 2:23 (Claude Demetrius)
2. Lana – 2:46 (Roy Orbison, Joe Melson)
3. In Dreams – 2:46 (Roy Orbison)
4. Leah – 2:37 (Roy Orbison)
5. Borne on the Wind – 2:50 (Roy Orbison, Bill Dees)
6. What'd I Say – 2:50 (Ray Charles)